# Lobo hombre en París (canción de The Mills)
«Lobo hombre en París» es un sencillo de The Mills, de género rock alternativo con influencias de indie, basada en la canción «Lobo hombre en París» la banda de New Wave española La Unión.
La versión del grupo de pop colombiano que fue el tercer sencillo de la banda, incluida como la pista número siete para su álbum debut Babel. Esta versión fue lanzada en las estaciones de pop en Colombia el 4 de agosto de 2010. La canción fue grabada en Bogotá y mezclada en Miami. Además, incluye versiones grabadas con la vocalista Andrea Echeverri.

## Antecedentes y producción
La canción está inspirada en el cuento El Lobo-Hombre (cuyo título original en francés es "Le loup garou"), escrito por Boris Vian en 1947. Es sencillo fue tomada originalmente de la banda de rock española La Unión y fue interpretada tiempo después por el grupo de The Mills; la canción tiene ya varias versiones anteriores a esta, entre ellas podemos nombrar las de: «Lobo hombre en París» de Témpano, «Lobo hombre en París» de Ana Belén. También, se encuentran ediciones y de la canción con Andrea Echeverri, vocalista y líder de la banda Aterciopelados, El sencillo fue grabado en Bogotá, Colombia. La primera versión fue mezclada en los estudios de Boris Milán en Miami y Héctor Buitrago en Bogotá, la segunda versión especial fue mezclada por el músico y productor colombiano Alejandro Oviedo en los estudios de Audioenlace.

## Vídeo musical
El vídeo musical estuvo bajo la dirección de Andrea Olarte y fue grabado en la ciudad de Bogotá, Colombia el 7 de septiembre de 2009. El otro vídeo musical con Andrea Echeverri también fue grabado en la misma ciudad, el videoclip muestra partes de la versión original y hay partes donde se ven a Andrea y el vocalista de la banda, Bako, en un estudio de grabación cantando. El videoclip comenzó a rotar en señales como Canal 13 y en MTV Centro, dándose a conocer a nivel continental debutando en el conteo de Los 10 + pedidos.

## Lista de canciones
| Lista de canciones |                                                              |          |  |
| N.º                | Título                                                       | Duración |  |
| 1.                 | «Lobo Hombre en París» (Versión del álbum)                   | 3:47     |  |
| 2.                 | «Lobo Hombre en París con Aterciopelados» (Versión rock)     | 3:40     |  |
| 3.                 | «Lobo Hombre en París con Aterciopelados» (Versión especial) | 3:29     |  |